# Lalić

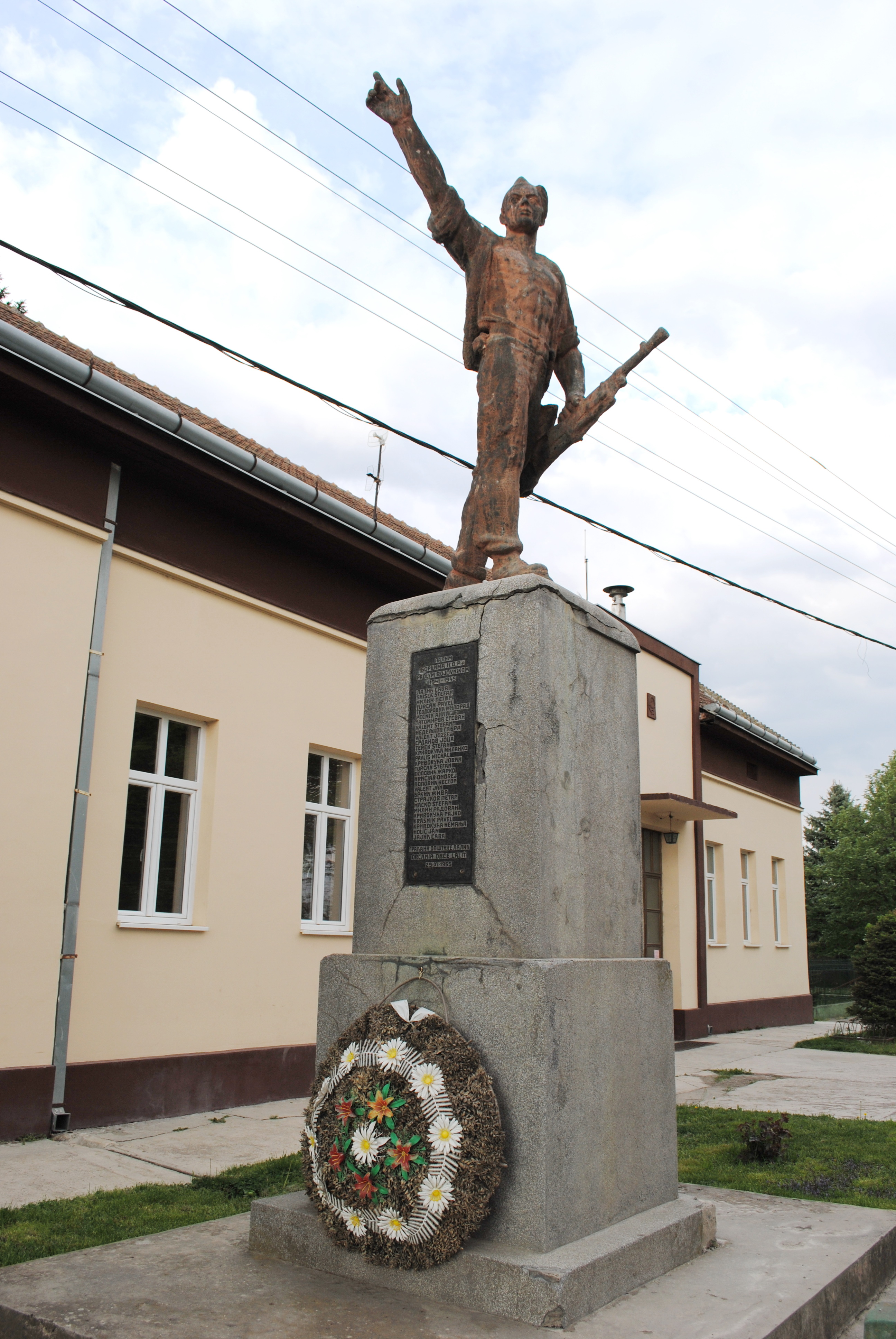
Památník padlým bojovníkům v druhé světové válce.

Lalić (v srbské cyrilici Лалић, maďarsky Lilomos, slovensky Laliť) je vesnice na severu Srbska, ve Vojvodině. Administrativně je součástí opštiny Odžaci, má 1646 obyvatel.
Vesnice vznikla v dobách kolonizace dolních Uher v letech 1760-1790. Vzniklo zde sídlo na silnici mezi obcemi Odžaci a Kula, které mělo pravoúhlou síť ulic. Jeho rozvoji pomohla agrarizace oblasti a odvedení vody z bažin pomocí Velkého báčského kanálu, který se dnes nachází severně od Laliće. V roce 1761 již měla vesnice již vlastní samosprávu. Lidé, kteří Lalić pomohli vybudovat, byli dolnozemští Slováci, kteří přišli do dolních Uher z okolí Tater, Pešti, Zvolena a Nitry. N nim později přišli Srbové, kteří uprchli před Turky z oblasti Šumadije. V roce 1834 měla vesnice již celkem 1606 obyvatel. Další růst znemožňovaly časté záplavy, epidemie a vystěhovalectví. V roce 1873 se do Laliće dostěhovalo 15 židovských rodin, později vlivem přirozeného mísení obyvatelstva přišli i Maďaři a Němci. V letech 1848-1852 zde byl vybudován slovenský evangelický kostel. Srbský pravoslavný kostel byl vybudován v roce 1834.
V Lalići žije i v dnešní době téměř polovina obyvatelstva slovenské národnosti. Od začátku 20. století zde působí četné slovenské kulturní spolky; místní odbor Matice slovenské i jiné.